# 柾木祐二
柾木 祐二（まさき ゆうじ、1958年11月2日 - ）（本名：古井成人（しげと）） は、日本の演歌歌手、ソングライター。熊本県天草市出身。身長173cm、血液型はO型。
所属事務所は株式会社テリオスプロモーション。レコード会社は、徳間ジャパンコミュニケーションズ。遠藤実と四方章人に師事。

## 経歴

### 生い立ち
実家が映画館を営み、幼少の頃より音楽のある環境で育った。美空ひばりの歌を自然に口ずさみ気づいた頃には歌の世界を目指していた。

### 1980年代
1980年、ラジオ大阪かがやけ歌謡大賞にて最優秀賞受賞。
ニューヨーク在住のボイストレーナーに指導受ける。声楽・浪曲・民謡を学ぶ。
1982年、ワーナー・パイオニアから芸名「不知火五郎」で「あなたが憎い」（作詞：宇山清太郎 作曲：四方章人）でメジャー・デビュー。
その後、キングレコードに移籍、芸名「愛川謙」で「さだめ宿」「みちのく最終列車」をリリース。

### 1990年代
毎日放送乾杯!トークそんぐ、ありがとう浜村淳ですに出演
1994年　柾木裕次に改名。猪俣公章遺作「おやじ元気か」、「ふたりのときに」をリリース。大阪国際ホテルで新曲発表ディナーショーを開催。
1998年　「迷い蛍」、「夕暮川」をリリース。

### 2000年代
2002年　「夫婦追分」、「海峡こえて」をリリース。
「夫婦追分」全国有線放送ランキング18位獲得。
2005年　「都忘れは愛の花」「堂島音頭に花が咲く」歌：柾木裕次・佐藤勢津子（美空ひばり実妹）
2007年　梅田芸術劇場　超豪華・歌謡フェスティバルin大阪特別公演に出演。「夫婦追分」が全国有線放送ランキング18位。8月1日 Yahoo! JAPAN「おすすめアーティストトップ50」にて1位。
2008年　徳間ジャパンコミュニケーションズに移籍。遠藤実に出会う（最後の門下生）。「船頭小唄ものがたり（代表作）」、「天草海峡」をリリース。遠藤実は、柾木に『｢船頭小唄ものがたり」は、後世に残る名曲なので永く、いつまでも大切に歌って欲しい』と繰り返し強い思いを託した。

### 2010年代
2011年　3月25日 - 27日、大阪新歌舞伎座姫京之介公演に出演。鳥羽一郎、角川博、多岐川舞子、葉山葉子と共演。
2012年　柾木祐二に改名。デビュー30周年記念曲「人生舟」、「花街の夜明け」をリリース。「人生舟」は東日本大震災復興応援歌。オリコン演歌チャート29位獲得。
2013年　「情熱のボレロ」・「人生舟」をリリース。大月みやこ40周年コンサート出演。神戸国際会館CMに出演（テレビ大阪にて3ケ月間放映された）。
2016年　株式会社 柾木祐二音楽事務所設立。法人化により、更に音楽活動へ注力する。
2018年、詞：沖えいじ・曲：南乃星太「ヨコハマサンライズ」詞曲：柾木祐二「ありがとうお袋」リリース。活動の場を広げるために東京を拠点に、テレビ、ラジオをはじめ、全国でライブ活動を活発に行っている。

### その他
- 美空ひばり実妹佐藤勢津子コンサートツアーに同行。

## 人物
- 特技：少林寺拳法・柔道。
- 尊敬する歌手：美空ひばり
- 趣味：映画・舞台鑑賞
- 信条：「夢をあきらめない」
- 好きな言葉：出会い・きずな
- 好きな食べ物：肉・刺身・スルメ・アイスクリーム

## エピソード
1982年、不知火五郎のデビュー「あなたが憎い」に関して
- 発売日、岡山市民会館にて三沢あけみの前座で2000人の前で歌唱。
- デビュー当時に日本海のホテルで10日間、1日2回ステージを行った際には客席からビール瓶が投げられたり、レコードを割られたり、マイクのシールドが抜かれた事もあったという。
- 更に客から「歌はこう歌うんや」とマイクを取られたりする事もあったが客一人の前でも精一杯歌った。菅原と名乗る客にカニをご馳走されたことが救いの優しさであり忘れられない思い出であるとのこと（柾木談）。
- 同シングルを2ケ月で1万枚をキャンペーンなどで販売する。

## ディスコグラフィ

### 1980年代
1982年（昭和57年）
- あなたが憎い／噂の人（“不知火五郎”名義、作詞：宇山清太郎、作曲：四方章人）12月発売

1986年（昭和61年）
- さだめ宿/みちのく最終列車（“愛川謙”名義）8月発売
- おやじ元気か（“柾木裕次”名義、作詞：ふくだ義信、作曲：猪俣公章）/ふたりのときに（作詞：四方章人、作曲：四方章人）8月発売

### 1990年代
1998年（平成10年）
- 迷い蛍（“柾木裕次”名義、作詞：木下龍太郎、作曲：徳久広司）/夕暮川（作詞：緒方愛、作曲：徳久広司）12月発売
- 背中/踊り明かそう（“柾木裕次”名義、作詞：かわうちのぼる、作曲：田和晴美）
- 夢遠きふるさと（“柾木裕次”名義、作詞：緒方愛、作曲：飯田譲）/永遠に・・・Message

### 2000年代
2002年（平成14年）
- 夫婦追分（“柾木裕次”名義、作詞：里村龍一、作曲：四方章人）/海峡こえて（“柾木裕二”名義、作詞：緒方愛、作曲：四方章人）
- 都忘れは愛の花/堂島温度に花が咲く（“柾木裕次”名義&佐藤勢津子（美空ひばり実妹))

2008年（平成20年）
- 船頭小唄ものがたり（“柾木裕次”名義、作詞：遠藤実、作曲：遠藤実）/天草海峡（“柾木裕次”名義、作詞：緒方愛、作曲：遠藤実）5月発売

### 2010年代
2013年（平成25年）
- 人生舟（“柾木祐二”名義、作詞：仁井谷俊也、作曲：四方章人）/情熱のボレロ（“柾木祐二”名義、作詞：山本宣清、作曲：四方章人）8月発売

2018年（平成300年）
- ヨコハマサンライズ（詞：沖えいじ・曲：南乃星太）/ありがとうお袋（詞曲：柾木祐二）発売

## 出演
- 1992年　テレビ大阪「リゾートプラザ」CM出演　「愉快な仲間」レギュラー
- 1994年
  - 毎日放送「乾杯!トークそんぐ」テレビ出演  市川昭介・三沢あけみ・鳥羽一郎・中村美律子・永井みゆき・野村啓司と共演
  - MBSラジオ「ありがとう浜村淳」出演（他テレビ・ラジオ多数出演）
- 1997年
  - 毎日放送「乾杯!トークそんぐ」
  - 吉本「平川幸男のちょっと聞いた」TV準レギュラー3年半
- 2003年
  - サンテレビ「愉快な仲間」
  - KBS京都テレビ「演歌TV」柾木祐次コーナー

## コンサート・ショー
- 1980年　ラジオ大阪かがやけ歌謡大賞
- 1995年　柾木祐次コンサート　大阪国際ホテル
- 1997年　二人のビッグショー（ラテンと演歌）よみうり文化ホール
- 1998年
  - 大阪市立大学付属病院にて柾木祐次七夕コンサート
  - 柾木祐次コンサート・太閤園
- 1999年
  - 大阪厚生年金会館 柾木祐次コンサート・サンテレビ放映
  - ディナーショー・リッツカールトンホテル
- 2000年　ディナーショー・ホテルニューオータニ
- 2001年　花のミュージックフェスティバル・フェスティバルホール　真木由布子・真木ことみ・浅田あつこ他と共演
- 2002年
  - 夢のミュージックフェスティバル・中之島リサイタルホール
  - 12月15日　ディナーショー・全日空ホテル
- 2004年
  - よしもと梅田花月歌謡まつり
  - 大月みやこ40周年記念コンサートゲスト出演　神戸国際会館こくさいホール
- 2005年3月12日　なんばグランド花月 演歌まつり
- 2006年　ワッハホールショー、大阪ブルーノート
- 2007年11月　超豪華・歌謡フェスティバルin大阪特別公演
- 2008年　大阪新歌舞伎座　角川博・鳥羽一郎・多岐川舞子と昼・夜3日間共演
- 2011年
  - 3月　大阪新歌舞伎座「姫京之助公演」出演
  - 12月　柾木祐二30周年記念クリスマスディナーショーANAクラウンプラザホテル大阪 メインゲスト：佐藤勢津子　友情出演:浅田あつこ、佳苗
- 2012年12月　クリスマスディナーショー大阪新阪急ホテル
- 2013年
  - 情熱のボレロ　愛媛テレビ演歌百撰披露　山本譲二・石原詢子・丘みどりと共演
  - 12月　クリスマスディナーショー太閤園　田代ゆう、優希と共演
- 2014年12月　クリスマスディナーショー太閤園　浅田あつこと共演
- 2015年3月　柾木祐二と行く神戸船旅
- 2016年　初のアメリカサンフランシスコ公演を大盛況で終える
- 2019年　東京クールファイブ&柾木祐二ライブに出演
- 2021年　東京亀有リリオホール　新型コロナ医療支援チャリティー歌謡まつり開催
- 2022年6月　BSフジ「夢劇場歌謡フェスティバル」出演　山本リンダ・山川豊・岩本公水・葵かを里と共演
- 2023年3月12日　錦糸町レパントホテルディナーショー

連続して36年間、各ホテルでディナーショーを行い、その他、コンサート･ライブで多数共演。